# أنتوني ألكوك
أنتوني ألكوك (بالإنجليزية: Antony Alcock)‏ هو مؤرخ بريطاني، ولد في 12 سبتمبر 1936، وتوفي في 2 سبتمبر 2006.